# Міжнародна мережа доріг арабського Машріку

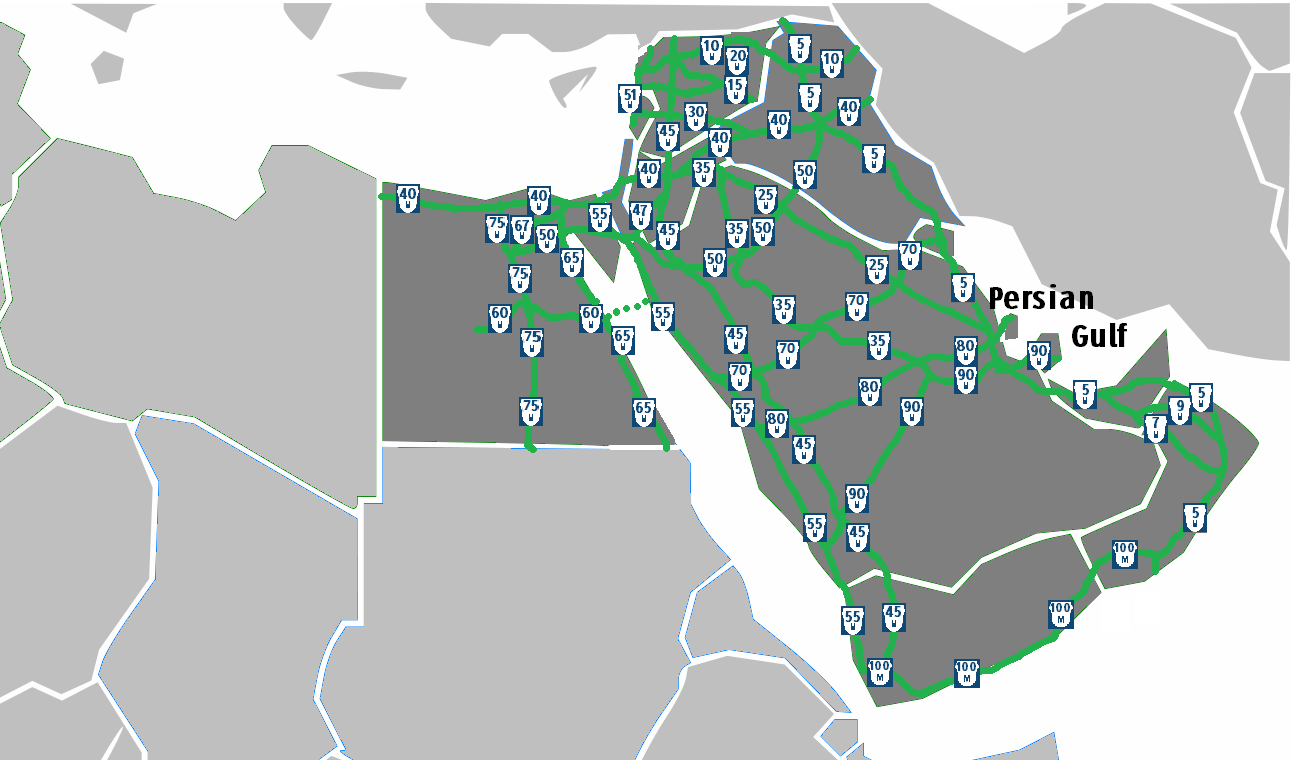
Карта мережі доріг Машріку

Міжнародна мережа доріг арабського Машріку — це зв'язана мережа доріг в Арабському Машріку. Схожа на Мережу європейських автошляхів у Європі та Міжнародну азійську мережу в Азії. Мережа була представлена в 2001 році ООН.
Дороги пронумеровані в шаховому порядку. Система схожа на Мережу європейських автошляхів у Європі та Систему міжштатних автомагістралей у Сполучених Штатах. Непарні числа йдуть з півночі на південь, а парні – зі сходу на захід. Нумерація збільшується з північного сходу на південний захід. Цифри, що закінчуються на 5 або 0, є основними маршрутами.
Дороги проходять через такі країни:
- Бахрейн
- Єгипет
- Ірак
- Ємен
- Йорданія
- Ізраїль
- Кувейт
- Ліван
- Оман
- Палестина (окупована територія)
- Катар
- Сирія
- Саудівська Аравія
- Об'єднані Арабські Емірати

## Список

### Маршрути північ-південь
Маршрути з півночі на південь мають непарні номери доріг.
| Щит | Номер | Офіційний опис                              | Маршрут |
| --- | ----- | ------------------------------------------- | --- |
|     | M5    | Ірак, Східний Аравійський півострів         | Туреччина – Захо – Мосул – Багдад – Ас-Самава – Басра – Кувейт – Абу-Хадрія – Даммам – Хофуф – Салва – Абу-Дабі – Дубай – Фуджейра – Сохар – Маскат – Нізва – Тумрайт – Салала |
|     | M7    | Абу-Дабі-Сохар                              | Абу-Дабі – Аль-Айн – Аль-Бураймі – Сохар |
|     | M9    | Аль-Айн-Нізва                               | Аль-Айн – Мазіад – Хафіт – Нізва |
|     | M15   | Алеппо–Рамаді                               | Алеппо – Дейр-ез-Зор – Абу-Камаль – Рамаді |
|     | M25   | Нафтопровід                                 | Hadithat – 'Ar'ar – Hafar El Batin – Abu Hadriyah |
|     | M35   | Центральний Аравійський півострів           | Амман – Аль-Азрак – Хадітхат – Сакака – Хаїль – Бурайда – Ер-Ріяд – Аль-Хардж                                                                                                  |
|     | M45   | Сирія – Йорданія – Саудівська Аравія – Ємен | Туреччина – Алеппо – Хомс – Дамаск – Амман – Маан – Табук – Каліба – Медина – Мекка – Абха – Сана – Таїз                                                                       |
|     | M47   | Маан–Акаба                                  | Маан – Акаба |
|     | M51   | східне узбережжя Середземного моря          | Туреччина – Касаб – Латакія – Тартус – Триполі – Бейрут – Накура |
|     | M55   | Синай – східне узбережжя Червоного моря     | Ель-Аріш – Нахель – Нувейба – Акаба – Дуба – Янбу – Рабіг – Джидда – Ад Дарб – Аль Худейда – Мокка                                                                             |
|     | M65   | західне узбережжя Червоного моря            | Ісмаїлія – Суец – Порт-Сафага – Халаєб – Судан |
|     | M67   | Східна дельта                               | Аль Кантара – Ісмаїлія – Каїр |
|     | M75   | Долина Нілу                                 | Александрія – Каїр – Кена – Аркін – Судан |

### Маршрути Схід-Захід
Маршрути зі сходу на захід мають парні номери доріг.
| Щит | Номер | Офіційний опис                                                                           | Маршрут |
| --- | ----- | ---------------------------------------------------------------------------------------- | --- |
|     | M10   | Північний Ірак – східне узбережжя Середземного моря                                      | Іран – Хадж Омран – Ербіль – Мосул – Камишли – Алеппо – Латакія                                                                                     |
|     | М20   | Центральна Сирія                                                                         | Камишли – Аль-Хасака – Дейр-ез-Зор – Хомс – Тартус                                                                                                  |
|     | М30   | Західний Ірак – східне узбережжя Середземного моря                                       | Аль-Рутба – Дамаск – Масна – Бейрут |
|     | M40   | Ірак – Йорданія – Палестина (окупована територія) – південне узбережжя Середземного моря | Іран – Мунтарейя – Ханакін – Багдад – Рамаді – Аль-Рутба – Аль-Азрак – Амман – Єрусалим – Газа – Ель-Аріш – Порт-Саїд – Александрія – Салум – Лівія |
|     | М50   | Багдад – Каїр                                                                            | Багдад – Кербела – Аль-Нухайб – 'Ар'ар – Сакака – Каліба – Табук – Акаба – Нувейба – Нахель – Шатт – Каїр                                           |
|     | M60   | Західна Саудівська Аравія – Верхній Єгипет                                               | Дуба – Порт Сафага – Кена – Мут |
|     | M70   | Кувейт–Яньбу                                                                             | Кувейт – Хафар Ель Батін – Артавія – Бурайда – Медина – Янбу                                                                                        |
|     | M80   | Манама – Джидда                                                                          | Манама – Даммам – Ер-Ріяд – Мекка – Джидда |
|     | M90   | Доха–Ад Дарб                                                                             | Доха – Харад – Аль-Хардж – Сулаїл – Абха – Ад Дарб                                                                                                  |
|     | М100  | Південний Аравійський півострів                                                          | Тумрайт – Аль-Гайда – Аль-Мукалла – Аден – Таїз – Мокко                                                                                             |